# 24024 Lynnejohnson
24024 Lynnejohnson è un asteroide della fascia principale. Scoperto nel 1999, presenta un'orbita caratterizzata da un semiasse maggiore pari a 2,4252653 UA e da un'eccentricità di 0,1565570, inclinata di 7,57333° rispetto all'eclittica.